# Ericsson

Logo ca. 1894

Logo ca. 1940

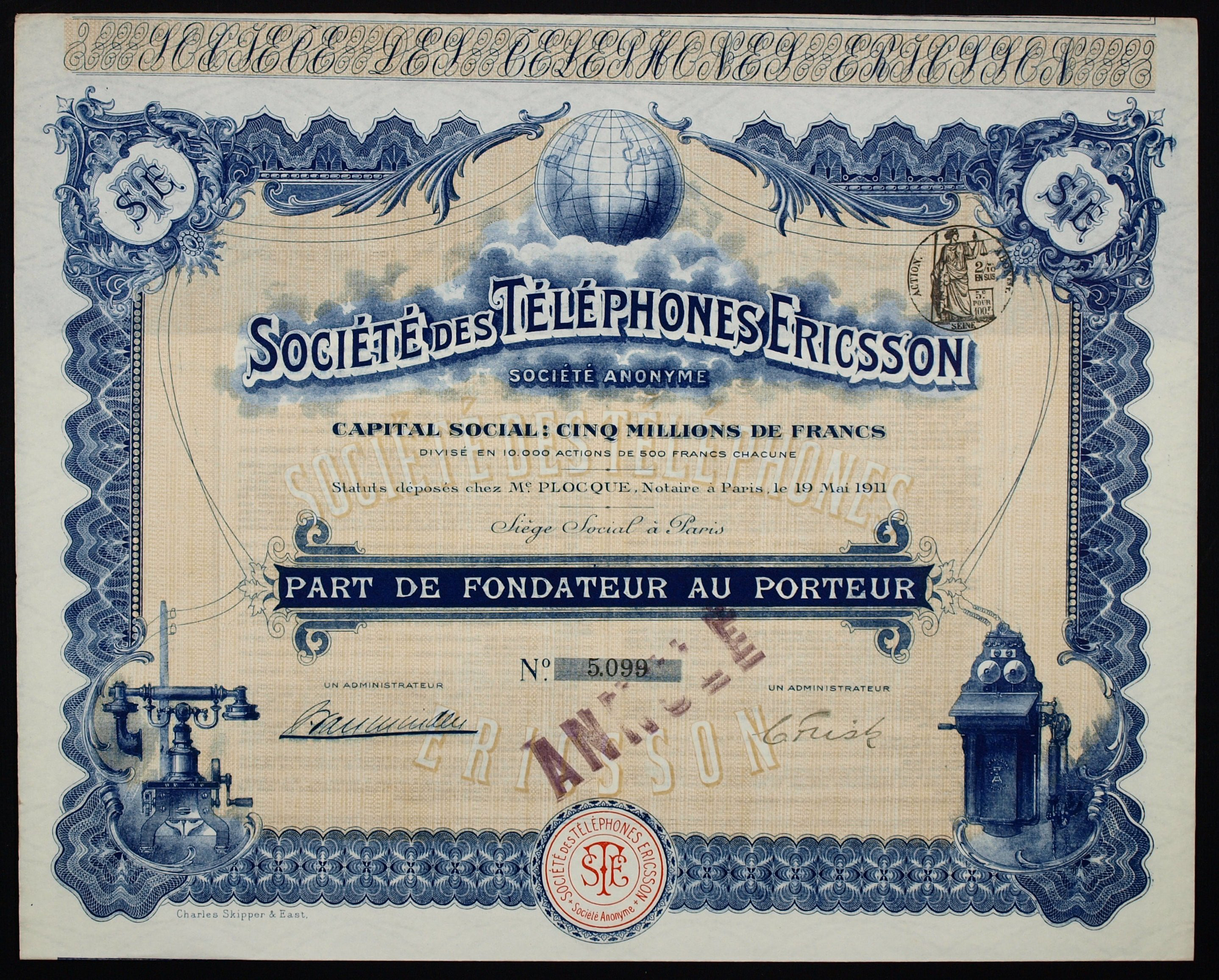
Gründeranteil der französischen Soc. des Téléphones Ericsson von 1911

Telefonaktiebolaget LM Ericsson (Ericsson) ist eine schwedische Aktiengesellschaft (Aktiebolag) mit Sitz in Stockholm. Ericsson gehört zur Wallenberg-Unternehmensgruppe. Mobilfunktechnologie, Internet- und Multimediakommunikation und Telekommunikation bilden das Kerngeschäft. Entwicklungen aus diesen Bereichen richten sich primär an Unternehmen, Netzbetreiber und Serviceprovider. Ericsson ist in mehr als 180 Ländern aktiv und beschäftigt mehr als 99.000 Mitarbeiter. Ericsson hält über 54.000 erteilte Patente (Stand September 2020), darunter viele im Bereich der drahtlosen Kommunikation und ist Erfinder der Bluetooth-Technologie. Ericsson ist weltweit führend bei der Implementierung von 5G, unter anderem durch den Einsatz der Massive-MIMO-Technologie. Ericsson war bis zum 15. Februar 2012 mit dem Gemeinschaftsunternehmen Sony Ericsson auf dem Privatkundenmarkt im Segment der Mobiltelefone vertreten.

## Geschichte

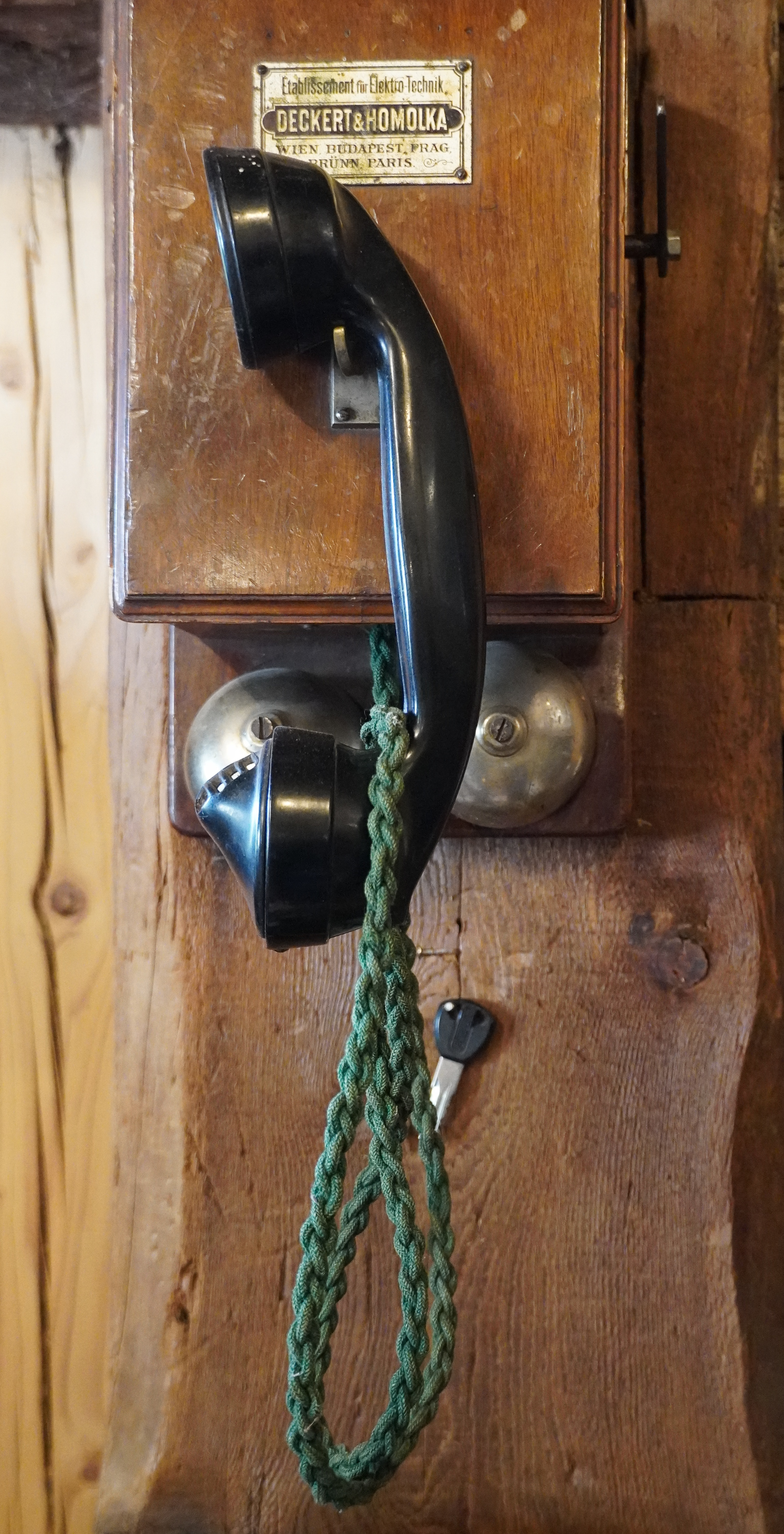
Modell DECKERT & HOMOLKA Wien (1872), seit 1908 Ericsson

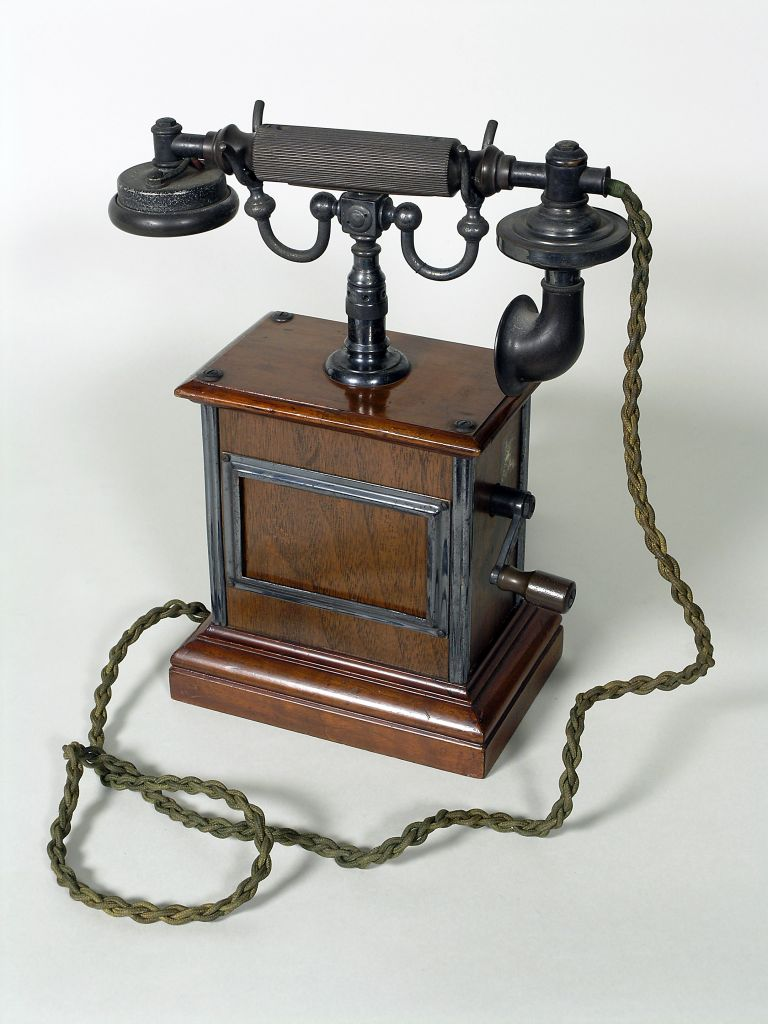
Ein frühes Ericsson Telefon aus Holz, hergestellt von der englischen Ericsson Telephone Co. Ltd. in Nottingham. Es befindet sich heute in der Sammlung des Wissenschaftlichen Museums Birmingham „Thinktank“.

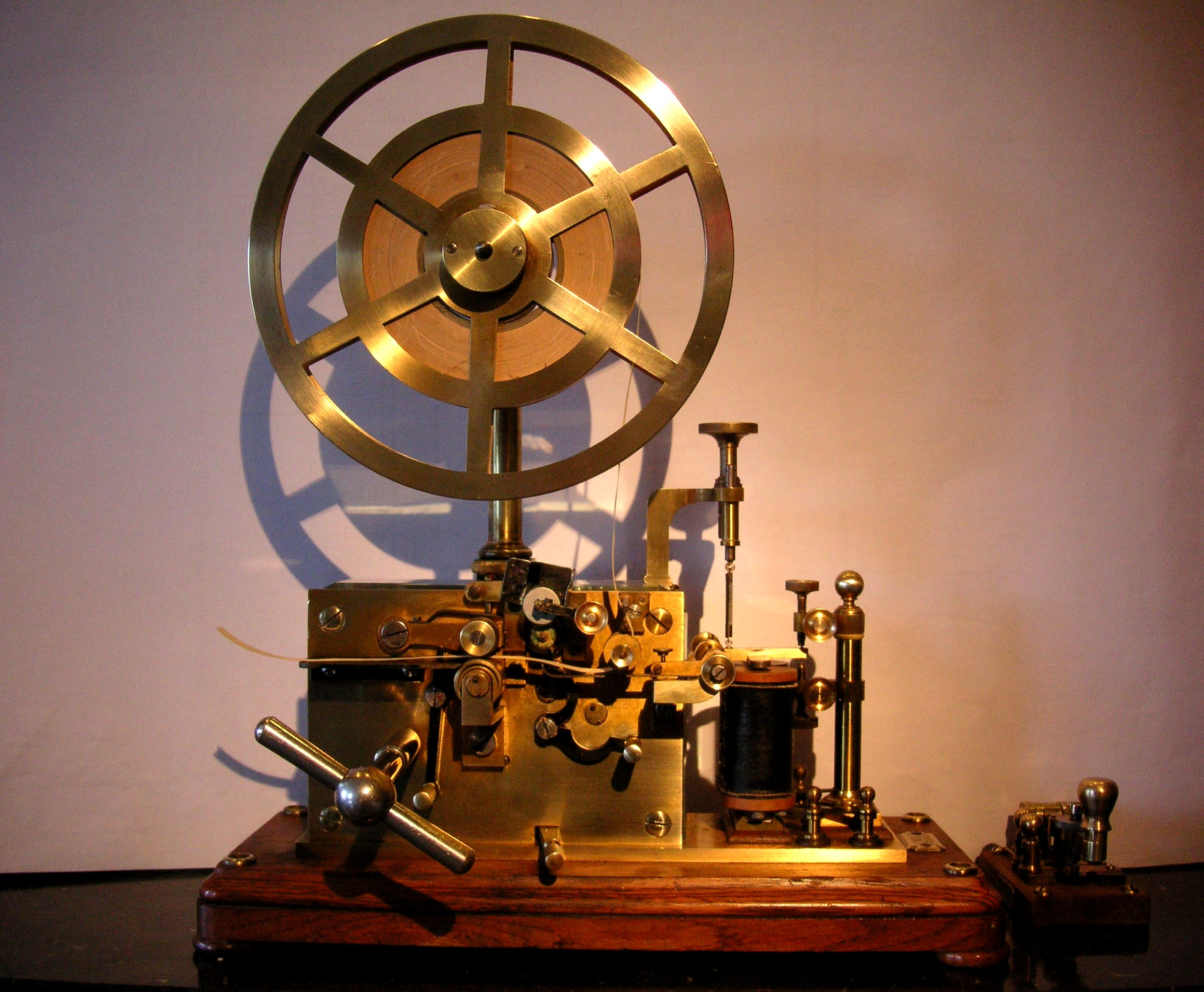
Ericssons Telegraf Serie 800, ca. 1880
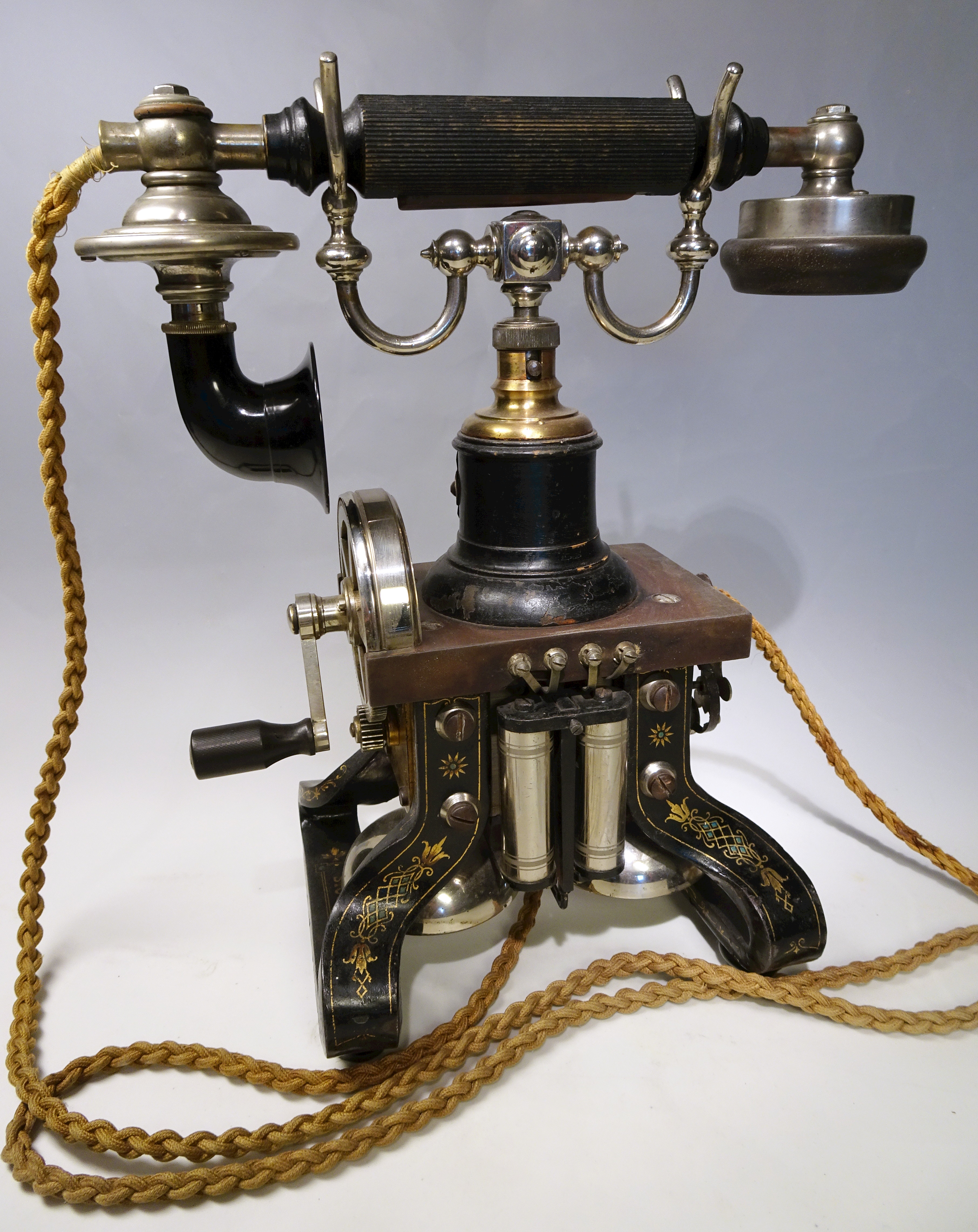
Ericssons Skelett-Telefon von 1892, auch genannt Taxen (der Dackel)
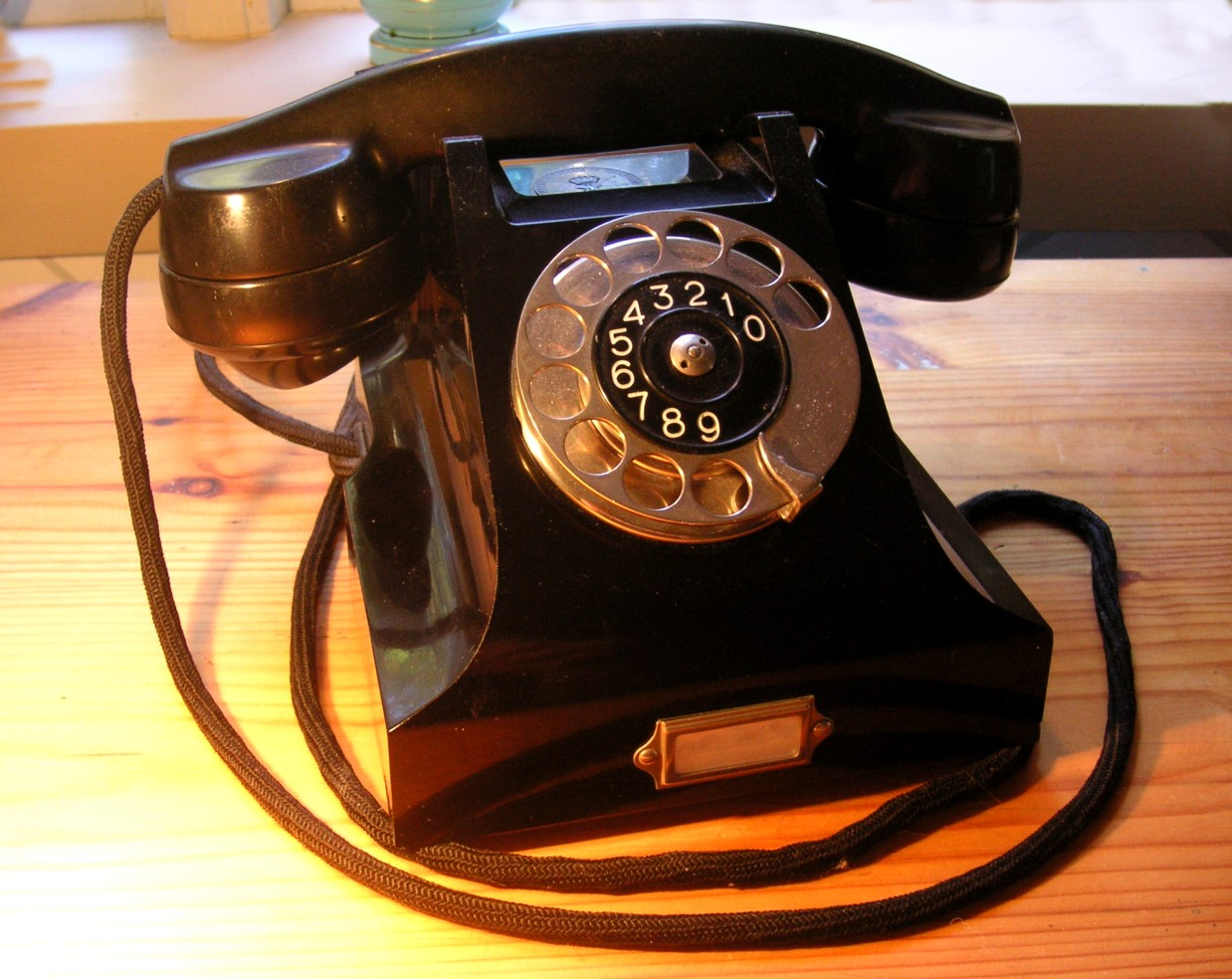
Ericssons erstes Bakelittelefon, 1931, schwedisches Standardtelefon der 1940er und 1950er Jahre
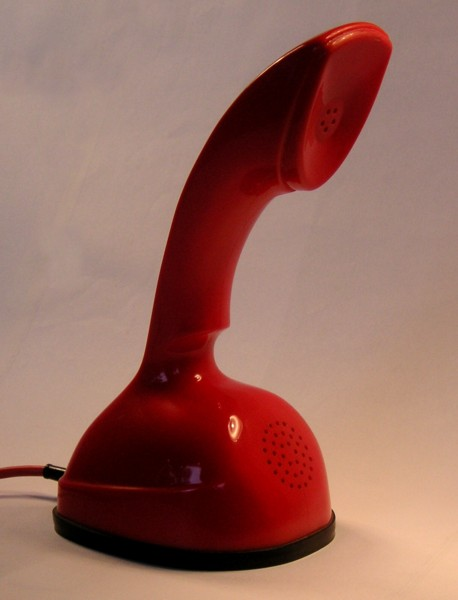
Ericssons Ericofon, genannt Cobra, 1956
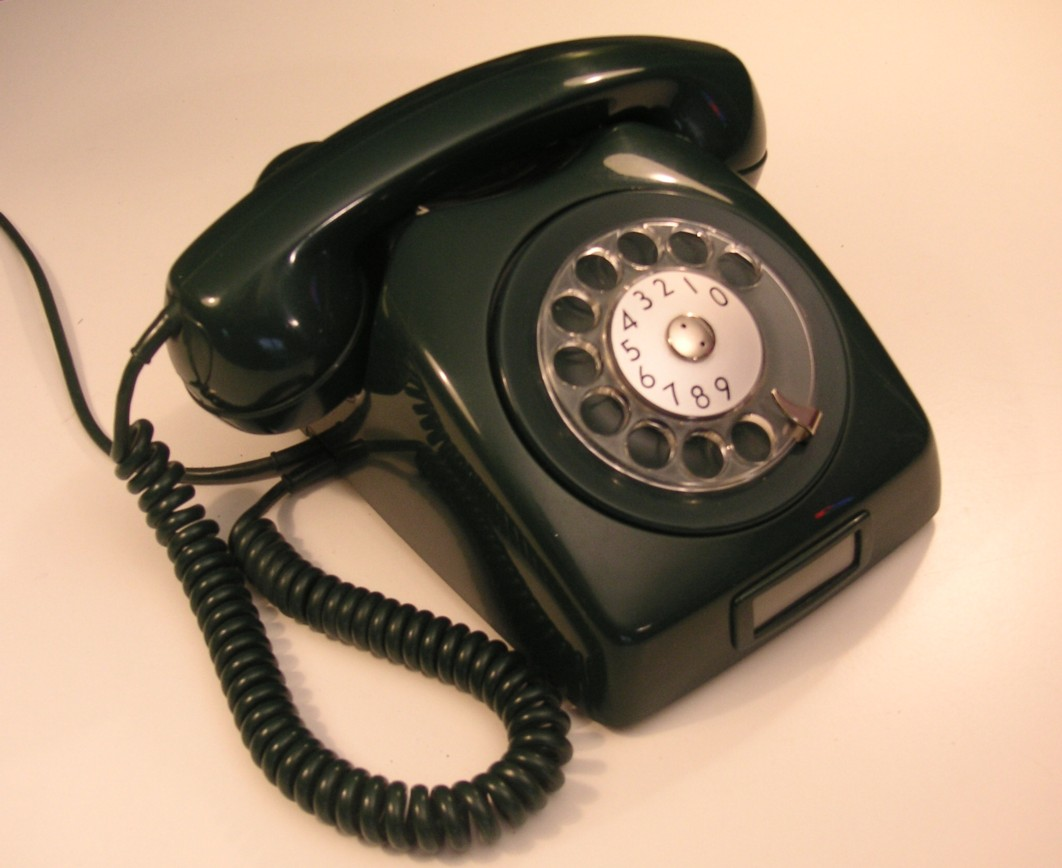
Ericssons Dialog (zusammen mit Televerket entwickelt), schwedisches Standardtelefon ab 1962
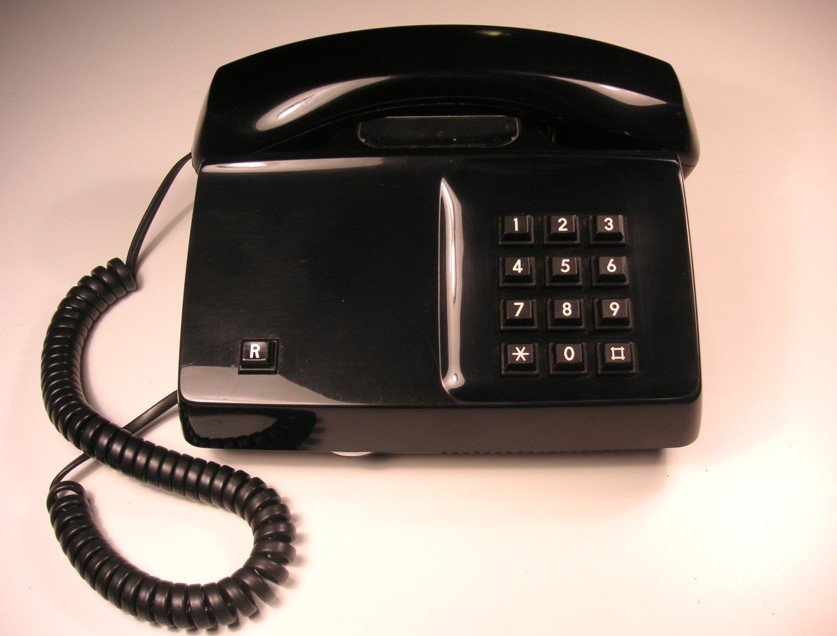
Ericssons erstes Drucktastentelefon Diavox (zusammen mit Televerket entwickelt), schwedisches Standardtelefon ab 1978
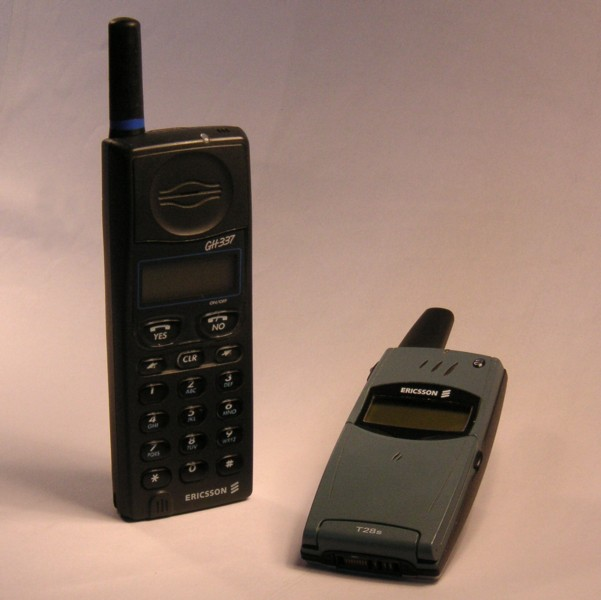
GH337 (links, 1994) und T28s (rechts, 1999)
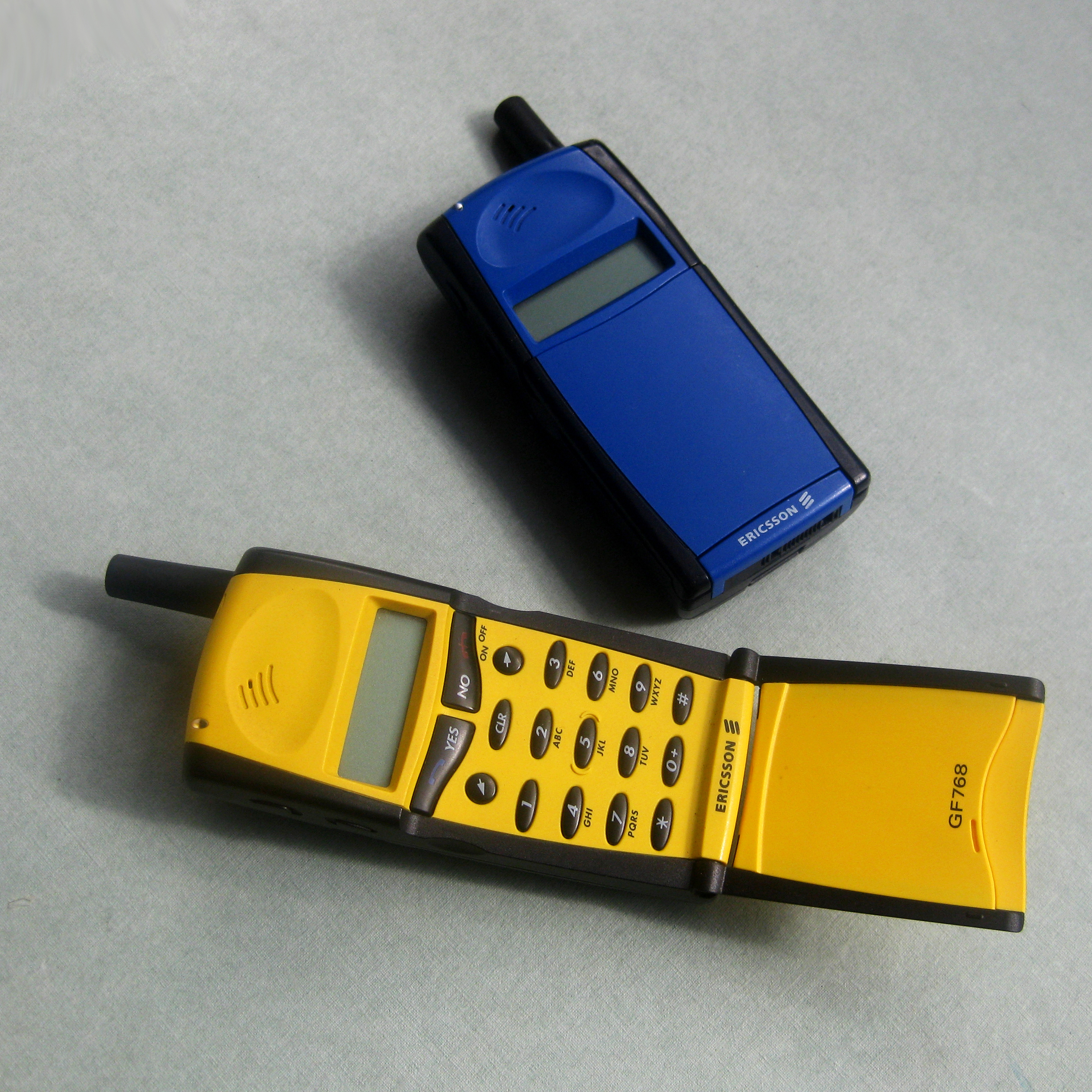
GF 768
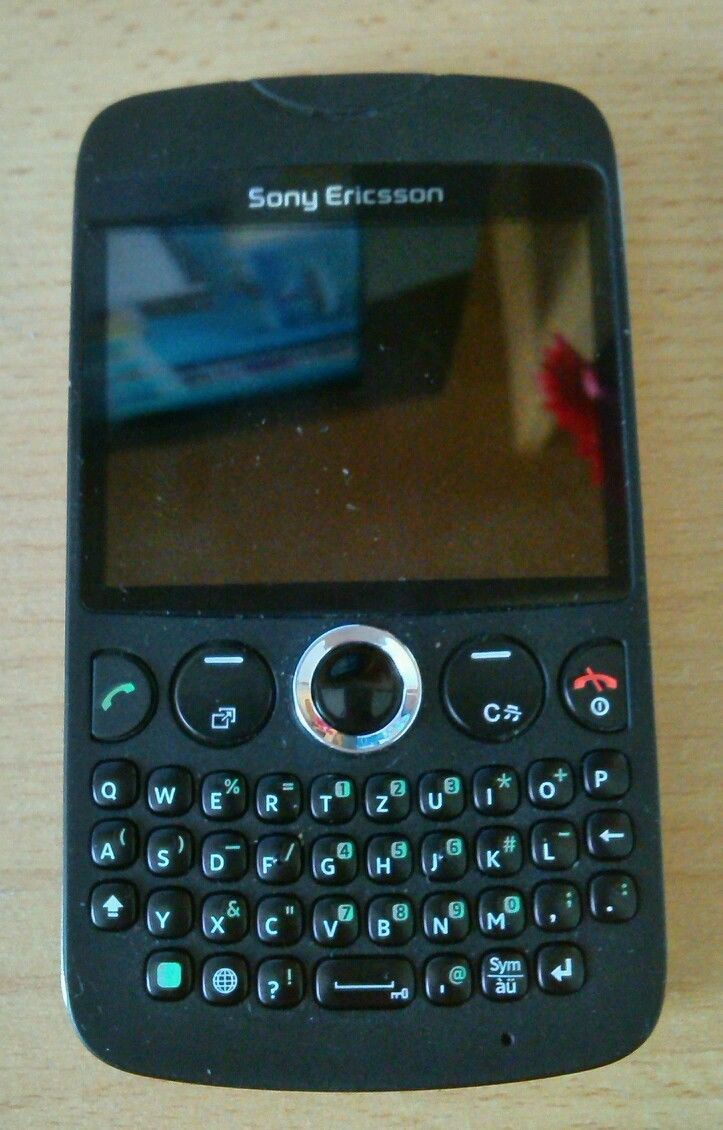
Mobiltelefon Sony Ericsson CK 13 i

Gegründet wurde das Unternehmen 1876 von Lars Magnus Ericsson.
1987 wurde die Programmiersprache Erlang bei Ericsson entwickelt.
Seit den 1930ern gehörte die Mehrheit von Ericsson dem schwedischen Tycoon Ivar Kreuger.
Die Funkverfahren für Bluetooth wurden in den 1990er Jahren für Ericsson entwickelt.
Durch einen Brand im Jahr 2000 bei einem Zulieferer in Albuquerque im US-Bundesstaat New Mexico war Ericsson gezwungen, seine Mobiltelefonsparte aufzugeben. Nach dem Brand hatte das Unternehmen zu langsam reagiert und konnte – anders als Konkurrent Nokia – nicht auf Alternativ-Lieferanten zugreifen. Die Verluste in Höhe von mehreren Hundert Millionen US-Dollar wurden dabei zum Teil durch Versicherungen übernommen. Damit ergab sich im Jahr 2001 – abgesehen von den Anschlägen am 11. September – eine Rekordversicherungssumme. Die Entstehung von Sony Ericsson wird als Folge des Brandes angesehen.
Zwischen 2011 und 2018 hat Ericsson im Irak den Wiederaufbau des Mobilfunknetzes vorangetrieben.
Anfang 2009 führten Ericsson und STMicroelectronics ihre Halbleitersparten für Mobilfunkendgeräte in dem Joint-Venture ST-Ericsson zusammen. Dieses wurde 2013 wieder aufgelöst.

## Geschäftstätigkeit
Ericsson beliefert Netzbetreiber und Diensteanbieter mit mobilen und breitbandigen „end-to-end“ Lösungen. Das Unternehmen liefert diese Lösungen für alle bestehenden Mobilnetze (inklusive GSM (2G), UMTS (3G)-Systeme), LTE (4G) sowie Breitband-Multiservice-Netze und Netzzugänge. Ein besonders wichtiges Feld für das Unternehmen ist die Entwicklung und Einführung des Mobilfunkstandards 5G. Das Portfolio umfasst Technologie- und Business-Consulting, Netzwerk-Infrastruktur, Multimedia und Internettechnologien sowie Endgeräteplattformen, multimediale Anwendungen und verschiedene Dienstleistungen.
Unter den Ericsson-Kunden befinden sich die zehn größten Mobilnetzbetreiber der Welt; mehr als 40 Prozent aller mobilen Telefongespräche werden über Ericsson-Netze geführt.
Insgesamt setzte Ericsson 2008 208 Milliarden Schwedische Kronen (rund 20 Milliarden Euro) um. Das Joint-Venture Sony Ericsson, an dem Ericsson zu 50 Prozent beteiligt war, setzte 13 Milliarden Euro jährlich um. Allerdings kaufte Sony die Anteile von Ericsson für 1,05 Milliarden Euro, sodass sich das Joint Venture 2012 auflöste.
Das Unternehmen teilt sein Geschäft in drei Geschäftsfelder auf:
Die Business Area Networks umschließt Herstellung und Aufbau der Netze, die einen Zugang zu der Informationsübertragung ermöglichen. Die Dienstleistungen zur Inbetriebnahme der Netzinfrastruktur sind eingeschlossen. Zu den Produkten gehören Funk-Basisstationen, Funknetz-Controller, mobile Vermittlungsstellen und Service-Applikationsknoten. Das Netzwerkportfolio des Unternehmens umfasst auch Mikrowellen-Transport, Internet-Protokoll-(IP)-Netzwerke, Festnetzdienste für Kupfer und Glasfaser sowie mobile Breitbandmodule, mehrere Ebenen des festen Breitbandzugangs, Funkzugangsnetzwerke von kleinen Pico-Zellen bis zu Makro-Zellen mit hoher Kapazität und Controller für Funkbasisstationen. Ericsson bietet skalierbare Netzwerkarchitekturen für 5G-Netze.
Die Business Area Managed Services umfasst die Palette an Dienstleistungen rund um die strategische Planung, Optimierung durch KI und datengesteuerte Abläufe und den Aufbau und Betrieb von Telekommunikationseinrichtungen. Ericsson bietet ein Managed-Services-Angebot, welches neben dem Betrieb der verschiedensten Netze und der Möglichkeit, Netzkapazitäten je nach Bedarf abzufordern, auch das Hosting von Anwendungen, Lösungen und Plattformen umfasst. Weiterhin werden Leistungen im Kundensupport, der Systemintegration, der Beratung sowie Schulung angeboten. Das Unternehmen arbeitet auch mit Fernsehen und Medien sowie dem öffentlichen Sicherheitssektor und Versorgungsunternehmen zusammen. Ericsson gibt an, mehr als 1 Milliarde Teilnehmer zu versorgen und Kundennetzwerke zu unterstützen, die mehr als 2,5 Milliarden Teilnehmer versorgen.
Die Business Area Digital Services hilft Dienstleistern in der digitalen Wirtschaft erfolgreich zu sein. Dabei unterstützt Ericsson Telekommunikationsdienstleister von der Verbesserung des Kundeskontakts bis hin zur Automatisierung von Prozessen. Dabei bietet Ericsson Softwarelösungen und Services an in den Bereichen Digital Business Support Systems (BSS), Operational Support Systems (OSS), Cloud Communication, Cloud Core und Cloud Infrastructure. Ericssons Portfolio ist dabei auf 5G-ready, Cloud-native, automatisierte und industrielle Lösungen ausgerichtet.
Die Business Area Technologies & New Businesses fokussiert sich auf Geschäftsbereiche und neue Märkte im Bereich Industrie 4.0 und intelligente Fertigung, IoT-Konnektivität, vernetzte Fahrzeuge, Sicherheit und Edge Computing. Ein Schwerpunkt liegt hierbei für Ericsson auf Partnerschaften, um das Ökosystem weiter auszubauen. Dabei werden insbesondere neue Anwendungsfälle für 5G getestet und entwickelt.
In der BusinessUnit Red Bee Media verkauft das Unternehmen internetbasierende Anwendungen, um Multimediainhalte für Mobilfunk- und Festnetz-Anwendungen zu erstellen und auf den Endgeräten zu verarbeiten. Sie befasst sich mit der Ausspielung von Live- und voraufgezeichneten, kommerziellen und öffentlich-rechtlichen Fernsehprogrammen, einschließlich Präsentationen, Trailern und zusätzlichen Zugangsdiensten wie geschlossene Untertitel, Audiodeskription und Gebärdensprachdolmetschern. Die Medienmanagementdienste bestehen aus Managed Media Preparation und Managed Media Internet Delivery.

## Ericsson in Deutschland
Der Verkauf von Ericsson-Produkten nach Deutschland war vor den Postreformen (1989–1996) nur wenig umfangreich, da die Deutsche Bundespost durch ihre Monopolstellung die Aufträge hauptsächlich an Siemens vergab. Erst mit dem Einzug der Mobiltelefonie gelang Ericsson der Durchbruch: Während der Aufbau des D1-Netzes der DeTeMobil an Siemens, Alcatel, Lucent und Motorola ging, konnte Ericsson sich 1990 für den Ausbau des D2-Netzes von Mannesmann Mobilfunk qualifizieren.
In Deutschland ist Ericsson seit 1950 präsent. 1955 ließ man sich in Düsseldorf nieder, wo sich noch heute der Hauptsitz von Ericsson in Deutschland befindet. Des Weiteren gehört seit 1991 ein Forschungs- und Entwicklungszentrum in Herzogenrath zum Konzern; dieses wiederum besaß bis Ende 2010 einen Ableger direkt im benachbarten Aachen. Dazu kamen 2005 die Prototype Unit Nürnberg und 2006 durch die Übernahme des Konkurrenten Marconi Corporation plc ein weiterer großer Standort in Backnang bei Stuttgart.
Nur anderthalb Jahre nach der Übernahme von Marconi kündigte das Management von Ericsson jedoch an, den Standort Backnang teilweise auszugliedern und eventuell verkleinern zu wollen. Nach massiven Protesten der Mitarbeiter gab der Ericsson-Konzern zunächst im September 2007 bekannt, seinen Standort Backnang in ein eigenständiges Forschungs- und Entwicklungszentrum umzuwandeln.
Im März 2008 gab Ericsson jedoch die Entscheidung zur Schließung des Standorts Backnang bekannt. Die Entwicklung soll geschlossen werden, der Vertrieb in reduziertem Umfang an einen anderen Standort im Raum Stuttgart verlagert werden. Eines der wenigen Produkte, die Ericsson am Standort Backnang erhalten will, ist das Netzmanagement-System „ServiceOn“.
Beim allgemeinen Abschwung der Telekommunikationsbranche kurz nach der Jahrtausendwende wurden die F&E-Niederlassungen in Hildesheim und Nürnberg im Zuge von Konsolidierungsmaßnahmen geschlossen. Der Standort Nürnberg wurde im Herbst 2005 wieder eröffnet und beschäftigte Ende 2008 über 250 Mitarbeiter. Von 2009 bis 2013 war der Standort Nürnberg Teil des Joint-Ventures ST-Ericsson. Nach dem Ausstieg von STMicroelectronics aus dem Joint-Venture übernahm Ericsson im August 2013 wieder den Standort in Nürnberg als Teil des eigenständigen Geschäftsbereichs Modems. Im September 2014 gab der Konzern schließlich die erneute Schließung des Standorts Nürnberg bekannt.
Im Juli 2007 übernahm Ericsson den Frankfurter Softwarehersteller LHS Telekommunikation, der zu dieser Zeit weltweit ca. 1000 Mitarbeiter beschäftigte, davon etwa 400 in Deutschland. Hauptprodukt von LHS ist BSCS, ein Kundenverwaltungs- und Abrechnungssystem für Mobilfunkoperatoren. Am 5. Januar 2011 wurde LHS in Ericsson Telekommunikation GmbH & Co. KG umbenannt, aus welcher bereits 2010 der Kundendienst- und Vertriebsbereich ausgegliedert und in die Ericsson GmbH Düsseldorf eingegliedert wurde.
Das Rosenheimer Unternehmen Kathrein, zeitweilig weltmarktführend in Antennentechnik, verkaufte im Februar 2019 seinen Geschäftsbereich für Entwicklung und Produktion von Mobilfunkantennen an Ericsson. Der schwedische Konzern rüstet sich durch den Kauf für den Start der neuen 5G-Mobilfunktechnologie.

### Forschung in Deutschland
Im Bereich Forschung und Entwicklung (F&E) beschäftigt Ericsson deutschlandweit rund 700 Mitarbeiter, schwerpunktmäßig an den Standorten Herzogenrath und Frankfurt/Main.
Das IKT-Entwicklungszentrum Ericsson Eurolab in Herzogenrath bei Aachen stellt einen strategisch bedeutenden Eckpfeiler von Ericssons internationaler IKT-Landschaft dar, in der Forschung und Entwicklung betrieben und Ende-zu-Ende-Lösungen entwickelt werden. Seit der Entwicklung von 2G wurde am Standort Herzogenrath jeder einzelne Mobilfunkstandard maßgeblich mitentwickelt. Heute werden im Dialog mit Kunden globale Lösungen für Kommunikationsnetze in den Bereichen LTE- und 5G-Technologie sowie in den Anwendungsfeldern Industrie 4.0, Verkehr und Energie entwickelt.
Im Eurolab ist seit Juli 2015 auch das Ericsson Cloud Lab angesiedelt. Zudem eröffnete Ericsson im Frühjahr 2018 gemeinsam mit Nordrhein-Westfalens Minister für Wirtschaft, Innovation, Digitalisierung und Energie, Prof. Dr. Andreas Pinkwart, das Ericsson IoT Lab Business Lab in Herzogenrath bei Aachen. Forschungsschwerpunkt des Labors liegt auf dem durch modernsten Mobilfunk vernetzten Internet-der-Dinge (Internet-of-Things / IoT). Die Einrichtung dient Geschäftspartnern als Plattform für deren Entwicklungsprojekte im Bereich Internet-der-Dinge.

## Ericsson Austria
Ericsson Austria ging aus dem Telekommunikationsunternehmen Deckert & Homolka hervor, das 1872 in Wien gegründet wurde und in Kindberg in der Steiermark produzierte. Im Jahr 1908, als Deckert & Homolka eine Kooperation mit Ericsson einging, beschäftigte das Unternehmen bereits an die 1.000 Mitarbeiter. Aus dieser Kooperation ging 1911 das Unternehmen Ericsson Österreich Elektrizitäts AG hervor. An dem Unternehmen erwarb im Jahr 1939 Eduard Schrack Anteile. In den Jahren 1948 bis 1978 war dieses Unternehmen als Schrack AG wieder selbständig. Im Jahr 1978 begann unter Eduard Harald Schrack, dem Sohn Schracks, die Zusammenarbeit mit Ericsson erneut. In den Jahren 1991 bis 1997 übernahm Ericsson Schrack Elektronik, wie es ab 1980 hieß nahezu zu 100 %. Im Jahr 1994 wurde der Geschäftsbereich Sicherheits- und Kommunikationssysteme als selbständiges Unternehmen mit dem Namen Schrack Seconet ausgegliedert und verkauft, ebenso der zuerst an Rexel verkaufte Teil, der heute als Schrack Technik wieder selbständig arbeitet. Seit 1996 firmiert das Unternehmen unter Ericsson Austria.
Im Jahr 2007 erzielte Ericsson Austria mit 88 Mitarbeitern einen Umsatz in Österreich von 102 Millionen Euro. Unternehmensstandort ist Wien.

## Kritik
2010 wurde bekannt, dass Ericsson an Belarus Überwachungstechnik zum Abhören von Regimekritikern liefert.
Auch für Syrien wurden diese Praktiken 2012 kritisiert: „Das schwedische Unternehmen wird schon länger bezichtigt, Telekomausrüstung, mit der auch die Überwachung des Mobiltelefonverkehrs möglich ist, an Diktaturen zu verkaufen. Neben Iran und Belarus hat auch Syrien die „Ranos“-Technik (Radio Access Network Operational Support) bekommen. Diese ermöglicht, einzelne Handys zu orten.“
Am 7. Dezember 2019 erklärte sich Ericsson bereit, mehr als 1,2 Mrd. USD (1,09 Mrd. EUR) zu zahlen, um die straf- und zivilrechtlichen Ermittlungen des US-Justizministeriums wegen Korruption im Ausland beizulegen. Die US-Behörden beschuldigten das Unternehmen, zwischen 2000 und 2016 eine Korruptionskampagne in China, Indonesien, Vietnam, Kuwait und Dschibuti durchgeführt zu haben. Ericsson gab zu, Bestechungsgelder gezahlt, Bücher und Aufzeichnungen gefälscht und keine angemessenen internen Rechnungslegungskontrollen durchgeführt zu haben, um seine Position in der Telekommunikationsbranche zu stärken.
Im Februar 2020 haben unter der Führung des Internationalen Konsortiums Investigative Journalisten (ICIJ) einen internen Bericht von Ericsson ausgewertet. In Deutschland sind NDR, WDR und SZ beteiligt. Das Rechercheprojekt wurde bekannt gemacht unter dem Titel „theEricssonList“ oder „The Ericsson List“. Demnach hat Ericsson nach dem Irakkrieg lange Zeit kriminelles Verhalten von Mitarbeitern und Subunternehmern im Irak geduldet. Die Dokumente weisen darauf hin, dass dabei Gelder an den Islamischen Staat geflossen sein könnten. Als Folge skrupellosen Verhaltens wurden laut internem Bericht mehrere Mitarbeiter eines Subunternehmers von Terroristen gekidnappt.
Im Jahr 2022 wurde eine interne Untersuchung über Korruption innerhalb des Unternehmens bekannt. Darin wurden Korruptionsfälle in mindestens 10 Ländern detailliert beschrieben. Ericsson hat „schwerwiegende Verstöße gegen die Compliance-Regeln“ zugegeben.